# The Goat (film fra 1918)
The Goat er en amerikansk stumfilm fra 1918 af Donald Crisp.

## Medvirkende
- Fred Stone som Chuck McCarthy
- Fanny Midgley som Mrs. McCarthy
- Charles McHugh som Mr. McCarthy
- Rhea Mitchell som Bijou Lamour
- Sylvia Ashton